# Chutes Oloʻupena
Les chutes Oloʻupena, en anglais Oloʻupena Falls, constituent une cascade située à Hawaï, aux États-Unis. Avec environ 900 mètres de dénivelé, il s'agit de l'une des chutes d'eau les plus hautes du monde.

## Géographie
Les chutes Oloʻupena sont situées sur l'île de Molokai, dans l'État de Hawaï, aux États-Unis.
La cascade est constituée de plusieurs sauts ; au total, elle mesure environ 900 mètres de haut.